# Jerevansjön
Jerevansjön (armeniska: Երևանյան լիճ, Yerevanyan lich) är en damm i distriktet Shengavit i Jerevan i Armenien. Den anlades 1963–1966 och invigdes 1967.
Dammen, som är 18 meter djup, fem kilometer lång och har en yta på 0,65 kvadratkilometer, är anlagd i floden Hrazdans dalgång sydväst om Jerevans centrum.